# Argillophora furcilla
Argillophora furcilla är en fjärilsart som beskrevs av Augustus Radcliffe Grote 1873. Argillophora furcilla ingår i släktet Argillophora och familjen nattflyn. Inga underarter finns listade i Catalogue of Life.